# Liste der Landschaftsschutzgebiete im Landkreis Oldenburg
Die Liste der Landschaftsschutzgebiete im Landkreis Oldenburg enthält die Landschaftsschutzgebiete des  Landkreises Oldenburg in Niedersachsen.
| Bild                                        | Nummer       | Bezeichnung des Gebietes                                                             | Fläche in Hektar | WDPA-ID   | Koordinaten | Datum der Verordnung |
| ------------------------------------------- | ------------ | ------------------------------------------------------------------------------------ | ---------------- | --------- | ----------- | -------------------- |
| Der Linteler Kirchweg im Reiherholz         | LSG OL 00001 | Reiherholz                                                                           | 341,80           | 323786    | Position    | 1976                 |
| Kleiner Baumhof                             | LSG OL 00002 | Großer und kleiner Baumhof                                                           | 21,60            | 321192    | Position    | 1976                 |
|                                             | LSG OL 00003 | Küstereigarten (Goldberg)                                                            | 10,20            | 322380    | Position    | 1976                 |
| Blick ins LSG im Januar 2016                | LSG OL 00004 | Feldmoor, Hurreler Sand, Klaushau                                                    | 290,00           | 320777    | Position    | 1976                 |
|                                             | LSG OL 00005 | Tal des Kimmer Baches zwischen Kneifzange und Wendenkamp                             | 108,40           | 324993    | Position    | 1976                 |
| Die Jagdhüttenwiese im Staatsforst Hasbruch | LSG OL 00007 | Staatsforst Hasbruch                                                                 | 253,70           | 324749    | Position    | 1976                 |
| Huntetal nördlich bei Colnrade              | LSG OL 00008 | Huntetal                                                                             | 561,10           | 321853    | Position    | 1971                 |
|                                             | LSG OL 00009 | Brookdeich mit Braken                                                                | 19,00            | 320109    | Position    | 1976                 |
|                                             | LSG OL 00010 | Hemmelsberger Fuhrenkamp                                                             | 108,40           | 321543    | Position    | 1976                 |
|                                             | LSG OL 00011 | Alte Hunte                                                                           | 7,90             | 319514    | Position    | 1976                 |
|                                             | LSG OL 00012 | Kirche in Holle                                                                      | 0,80             | 322134    | Position    | 1976                 |
| Weg durch das Stenumer Holz                 | LSG OL 00013 | Stenumer Holz                                                                        | 166,40           | 324840    | Position    | 1976                 |
| LSG Steenhafe                               | LSG OL 00014 | Steenhafe                                                                            | 52,00            | 324790    | Position    | 1976                 |
| Der Bürsteler Fuhren im Juli 2015           | LSG OL 00016 | Bürsteler Fuhren                                                                     | 60,80            | 320223    | Position    | 1976                 |
| Blick ins südliche Delmetal                 | LSG OL 00017 | Südliches Delmetal                                                                   | 2,10             | 324917    | Position    | 1976                 |
| Blick ins Delmetal                          | LSG OL 00018 | Delmetal                                                                             | 229,90           | 320311    | Position    | 1976                 |
| Blick ins Moor im Juli 2015                 | LSG OL 00019 | Das Moor                                                                             | 85,00            | 320282    | Position    | 1976                 |
| Blick nördlich des Stühe in das Welsetal    | LSG OL 00020 | Welsetal und Stühe                                                                   | 1245,80          | 325758    | Position    | 1976                 |
|                                             | LSG OL 00021 | Kirche in Schönemoor                                                                 | 2,80             | 322135    | Position    | 1976                 |
| Brookdeich im Mai 2018                      | LSG OL 00022 | Brookdeich                                                                           | 0,40             | 320108    | Position    | 1976                 |
|                                             | LSG OL 00023 | Hof Kämena                                                                           | 1,00             | 321668    | Position    | 1976                 |
|                                             | LSG OL 00024 | Gehölz südlich der K 229                                                             | 3,60             | 321027    | Position    | 1976                 |
| Birkenbusch im Oktober 2015                 | LSG OL 00025 | Birkenbusch                                                                          | 50,60            | 319952    | Position    | 1976                 |
|                                             | LSG OL 00026 | Waldlandschaft zwischen Ostrittrum und Dötlingen und Staatsforst Wehe                | 1022,60          | 325630    | Position    | 1976                 |
| Blick ins Tal im September 2016             | LSG OL 00027 | Tal des Altonaer Mühlenbaches und Bauernschaft Busch                                 | 177,80           | 324989    | Position    | 1976                 |
|                                             | LSG OL 00028 | Umgebung des Brettorfer Schlatts                                                     | 86,10            | 325285    | Position    | 1976                 |
|                                             | LSG OL 00029 | Pestruper Heide und Lehmkuhle                                                        | 301,40           | 323659    | Position    | 1976                 |
|                                             | LSG OL 00030 | Tal des Lohmühlenbaches                                                              | 78,00            | 324996    | Position    | 1976                 |
|                                             | LSG OL 00031 | Denghauser Mühlbach                                                                  | 39,20            | 320314    | Position    | 1976                 |
|                                             | LSG OL 00032 | Harpstedter Geest II                                                                 | 2662,40          | 321392    | Position    | 1973                 |
|                                             | LSG OL 00033 | Rennplatz an der Flachsbäke                                                          | 9,70             | 323813    | Position    | 1976                 |
|                                             | LSG OL 00034 | Auetal, Holzhauser Heide, Steinhorst, Ahlhorner Heide                                | 1644,20          | 319702    | Position    | 1976                 |
|                                             | LSG OL 00035 | Ahlhorner Fischteiche, Sager Heide                                                   | 1230,00          | 319456    | Position    | 1976                 |
|                                             | LSG OL 00036 | Sager Schweiz                                                                        | 148,20           | 324066    | Position    | 1976                 |
|                                             | LSG OL 00037 | Hegeler Wald, Döhler Wehe, Kahleberg, Scharpenberg                                   | 832,90           | 321496    | Position    | 1976                 |
|                                             | LSG OL 00038 | Großes Moor                                                                          | 274,60           | 321203    | Position    | 1976                 |
|                                             | LSG OL 00039 | Hespenbusch                                                                          | 113,70           | 321585    | Position    | 1976                 |
|                                             | LSG OL 00040 | Tal der Heinefelder Bäke, Engelsches Moor, Hageler Höhe, Ahlhorner Moor              | 811,90           | 324984    | Position    | 1976                 |
| Neu-Osenberge mit Tierabschiedswald         | LSG OL 00041 | Neu-Osenberge                                                                        | 80,80            | 323203    | Position    | 1976                 |
| Staatsforst Alt-Osenberge                   | LSG OL 00042 | Staatsforst Alt-Osenberge, Wunderhorn, Oldenburger Sand, Tannersand mit Randgebieten | 887,60           | 324746    | Position    | 1976                 |
| Blick in die Korte Heide                    | LSG OL 00045 | Korte Heide                                                                          | 11,20            | 322286    | Position    | 1976                 |
| Geer Moor im Juli 2018                      | LSG OL 00046 | Geer Moor                                                                            | 14,80            | 321012    | Position    | 1976                 |
| Weg im Hatter Holz                          | LSG OL 00047 | Dingsteder Gehäge, Twiestholz, Hatter Holz                                           | 332,80           | 320372    | Position    | 1976                 |
| Bookholt im September 2018                  | LSG OL 00048 | Bookholt, Plietenberger Moor                                                         | 224,10           | 320028    | Position    | 1976                 |
| Oberlether Fuhrenkamp, Oktober 2020         | LSG OL 00049 | Oberlether Fuhrenkamp                                                                | 48,40            | 323411    | Position    | 1976                 |
| Staatsforst Hoop, Oktober 2020              | LSG OL 00050 | Staatsforst Hoop                                                                     | 4,80             |           | Position    | 1976                 |
| Staatsforst Litteler Fuhrenkamp, Mai 2015   | LSG OL 00051 | Staatsforst Litteler Fuhrenkamp                                                      | 282,80           | 324751    | Position    | 1976                 |
|                                             | LSG OL 00052 | Sandberg (südwestlich von Höven)                                                     | 4,80             | 324080    | Position    | 1976                 |
|                                             | LSG OL 00053 | Tillyhügel und Umgebung                                                              | 27,40            | 325177    | Position    | 1976                 |
|                                             | LSG OL 00055 | Lethe-Tal und Staatsforst Tüdick                                                     | 928,70           | 322582    | Position    | 1976                 |
| Der Dünsener Bach bei Groß Ippener          | LSG OL 00058 | Dünsener Bach - Steller Heide                                                        | 335,00           | 320474    | Position    | 1972                 |
|                                             | LSG OL 00059 | Hombach-Finkenbach-Klosterbach                                                       | 171,00           | 321749    | Position    | 1967                 |
|                                             | LSG OL 00060 | Dehmse                                                                               | 745,60           | 320295    | Position    | 1970                 |
| Blick ins Landschaftsschutzgebiet           | LSG OL 00061 | Neuenlander Moor                                                                     | 120,00           | 323185    | Position    | 1976                 |
|                                             | LSG OL 00062 | Alte Lethe - Tungeln                                                                 | 18,00            | 319517    | Position    | 2002                 |
| Das Delmetal nördlich der Großen Höhe       | LSG OL 00063 | Delmetal zwischen Harpstedt und Delmenhorst                                          | 440,00           | 555547224 | Position    | 2011                 |
|                                             | LSG OL 00065 | Welgenmarsch                                                                         | 136,40           | 555552632 | Position    | 2012                 |
| Das Hohenbökener Moor am Torfweg            | LSG OL 00066 | Hohenbökener Moor                                                                    |                  | 555632917 | Position    | 2016                 |
| Mittlere Hunte bei Dötlingen, April 2020    | LSG OL 00141 | Mittlere Hunte                                                                       | 4879,80          | 322986    | Position    | 1976                 |